# Primeiro Concílio de Dúbio
O Primeiro Concílio de Dúbio (em armênio: Դվինի առաջին ժողով / Դվինի Ա ժողով; romaniz.: Dvini ařaĵin žoğov / Dvini A žoğov) foi um concílio eclesiástico realizado em 506 na cidade de Dúbio (então na Armênia Sassânida). Convocou-se para discutir o Henótico, um documento cristológico emitido pelo imperador bizantino Zenão numa tentativa de resolver as disputas teológicas que surgiram no Concílio de Calcedônia.
O concílio foi convocado pelo católico da Igreja Apostólica Armênia Apovipcenes de Otmus. Além dos armênios, estiveram presentes delegados das Igrejas da Ibéria e da Albânia. De acordo com o Livro das Epístolas, 20 bispos, 14 leigos e muitos nacarares (príncipes) participaram do concílio.
A Igreja Armênia não aceitou as conclusões do Concílio de Calcedônia, que havia definido que Cristo é 'reconhecido em duas naturezas', e condenou o uso exclusivo da fórmula "de duas naturezas". Este último insistiu na unificação das naturezas humana e divina em uma natureza composta de Cristo e rejeitou qualquer separação das naturezas na realidade após a união. Esta fórmula foi professada pelos Santos Cirilo de Alexandria e Dióscoro de Alexandria. O miafisismo era a doutrina da Igreja Armênia, entre outras. O Henótico, a tentativa de conciliação do Imperador Zenão, foi publicado em 482. Ele lembrou os bispos da condenação da doutrina nestoriana, que enfatizava a natureza humana de Cristo e não mencionava o credo diofisista de Calcedônia. O Primeiro Concílio de Dúbio pôde, assim, aceitar o Henótico e manter aberta uma possibilidade de conciliação com o Patriarcado de Constantinopla, mantendo-se firme em sua doutrina cristológica.
O concílio não chegou a rejeitar formalmente a Definição de Calcedônia da natureza dual de Cristo. Tal passo, que formalizou a ruptura armênia da Igreja romana, não ocorreria até o Segundo Concílio de Dúbio, em 554/555. De acordo com Gareguim I, no Primeiro Concílio de Dúbio há "a primeira rejeição oficial e formal do Concílio de Calcedônia pela Igreja Armênia ".
Os atos do concílio foram descobertos por Karapet Ter Mkrtchian e publicados por ele em 1901.